# Inger på stranden

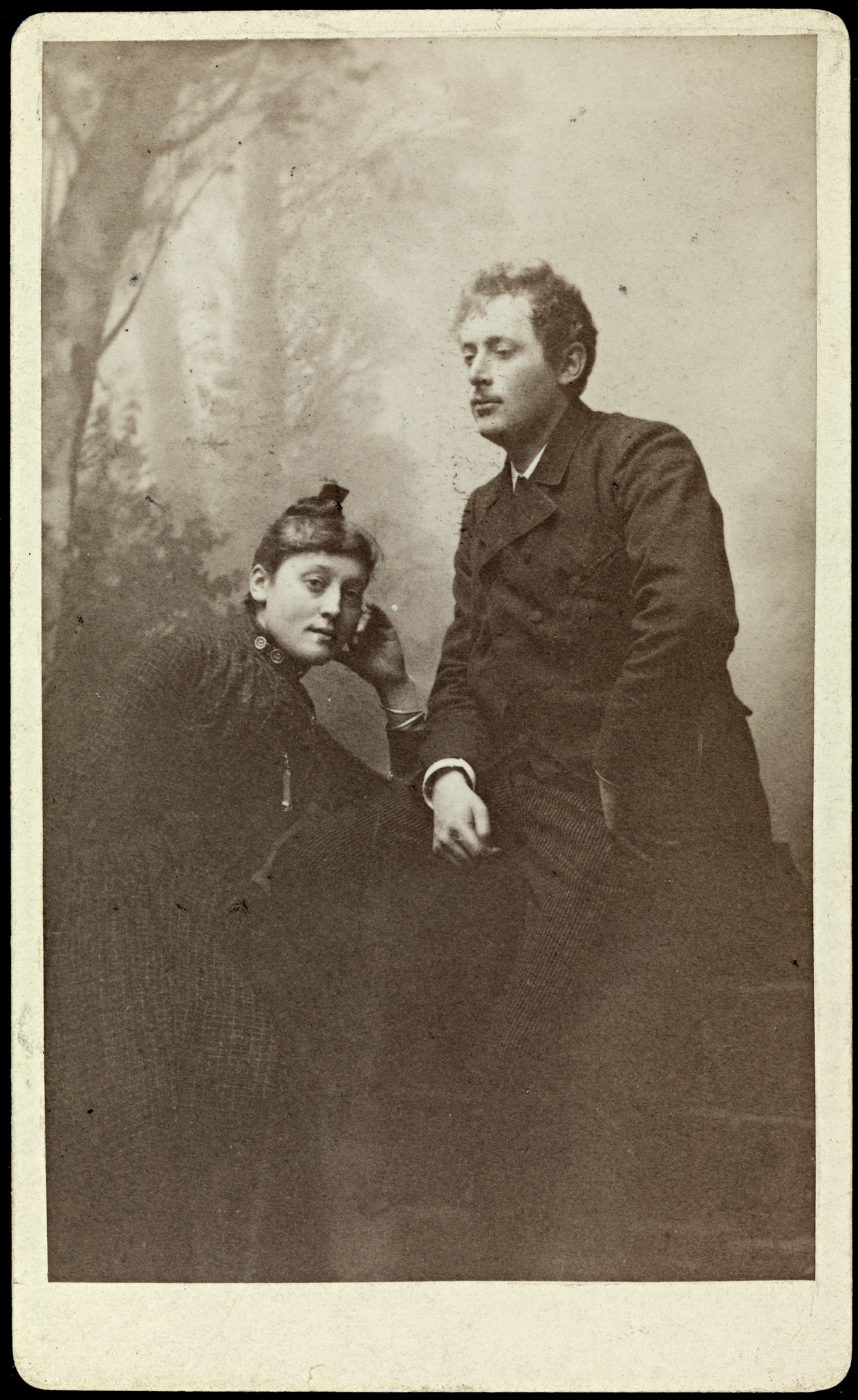
Edvard och Inger Munch, okänt datum

Inger på stranden, också benämnd Sommarnatt, är en oljemålning av Edvard Munch från 1889.

## Bakgrund
Edvard Munch hyrde sommaren 1889 ett litet hus i Åsgårdstrand vid Oslofjorden, där många konstnärer från Kristiania tillbringade somrarna. Bland dessa var vännerna Christian Krohg och Frits Thaulow. Denna ort skulle senare få stor betydelse i Munchs liv. Han inte bara tillbringade många somrar där, utan köpte också 1897 ett hus där för att bo permanent i. Många av hans målningar har motiv från platsen.

## Målningen
Målningen avbildar en ung kvinna som sitter i en avslappnad ställning med en stråhatt i händerna på stora granitstrandstenar, med huvudet i profil. Hon har på sig en vit klänning, som kontrasterar mot de gröna mossbeklädda stenarna och den kvällsblå sjön bakom henne. Det enda i bilden som tyder på annan mänsklig aktivitet i den lantliga miljön är en fiskebåt i bakgrunden. Modellen är Edvard Munchs yngsta syster Inger.

## Mottagande
Inger på stranden, då betitlad Aften, var en av två målningar som Edvard Munch ställde ut på Høstutstillingen i Oslo 1889. Den fick dåligt mottagande, och kritikerna sköt bland annat in sig på färganvändning och figurteckning. För att stötta den unge och kontroversielle konstnären köptes målningen på utställningen av den norske konstnären Erik Werenskiold. I eftervärldens tolkning har den stått som markering av den tidpunkt då Munch vände sig ifrån ett realistiskt måleri till att påbörja den fas i sitt måleri som han främst har blivit känd för.

## Proveniens
Erik Werenskiold var den förste ägaren. År 1924 köptes den av den norske konstsamlaren Rasmus Meyer (1858–1916) för att lämnas till Bergens konstmuseum.